# Ih, du forbarmende
Ih, du forbarmende er en dansk/engelsk spillefilm fra 1966 instrueret af Tom McGowan, der også har skrevet manuskriptet.
Filmen blev distribueret i udlandet under den engelske titel The case of the 44's.

## Handling
En engelsk fotograf findes myrdet i sin atelier-lejlighed i København. For at beskytte britiske interesser, sender Scotland Yard deres bedste mand - den frygtløse inspektør Pond. Fra det øjeblik han sætter foden på dansk jord, er han midtpunktet i nogle utrolige begivenheder, hvor en professionel bande forsøger at berøve ham livet og udviser en forbløffende fantasi.

## Medvirkende
- Karl Stegger
- Gunnar Lauring
- Peter Malberg
- Annie Birgit Garde
- Judy Gringer
- Mimi Heinrich
- Helle Hertz
- Lykke Nielsen
- Jessie Rindom
- Lotte Tarp
- Mogens Brandt
- Christoffer Bro
- Henry Nielsen
- William Rosenberg
- Holger Vistisen
- Maud Bertelsen